# Bluemhorn
Bluemhorn är en bergstopp i Schweiz. Den ligger i distriktet Thun och kantonen Bern, i den centrala delen av landet, 30 km sydost om huvudstaden Bern. Toppen på Bluemhorn är 1 939 meter över havet.